# Simopelta
Simopelta is een geslacht van vliesvleugelige insecten van de familie Mieren (Formicidae).

## Soorten
- S. andersoni Mackay & Mackay, 2008
- S. bicolor Borgmeier, 1950
- S. breviscapa Mackay & Mackay, 2008
- S. curvata (Mayr, 1887)
- S. fernandezi Mackay & Mackay, 2008
- S. jeckylli (Mann, 1916)
- S. laevigata Mackay & Mackay, 2008
- S. laticeps Gotwald & Brown, 1967
- S. longinoda Mackay & Mackay, 2008
- S. longirostris Mackay & Mackay, 2008
- S. manni Wheeler, W.M., 1935
- S. mayri Mackay & Mackay, 2008
- S. minima (Brandão, 1989)
- S. oculata Gotwald & Brown, 1967
- S. paeminosa Snelling, R.R., 1971
- S. pentadentata Mackay & Mackay, 2008
- S. pergandei (Forel, 1909)
- S. quadridentata Mackay & Mackay, 2008
- S. transversa Mackay & Mackay, 2008
- S. vieirai Mackay & Mackay, 2008
- S. williamsi Wheeler, W.M., 1935